# Cormeilles-en-Parisis
Cormeilles-en-Parisis é uma comuna francesa na região administrativa da Ilha de França, no departamento do Vale do Oise. Estende-se por uma área de 8.48 km². Em 2010 a comuna tinha 24 892 habitantes (densidade: 2 935,4 hab./km²).